# Grupa Armii Księcia Leopolda Bawarskiego
Grupa Armii Księcia Leopolda Bawarskiego  (niem. Herresgruppe Prinz Leopold)  – związek operacyjny Armii Cesarstwa Niemieckiego.

## Formowanie i działania
W sierpniu 1914 rozwinięto w Niemczech do etatów wojennych związki operacyjne (armie). Celem koordynacji działań poszczególnych armii, utworzono wyższe związki operacyjne – grupy armii. Były to tymczasowe jednostki organizacyjne czasu wojny złożone ze zmiennej liczby armii, samodzielnych korpusów i dywizji, przy czym sztab jednej z armii pełnił funkcję sztabu całej grupy.
Grupa Armii dowodzona przez feldmarszałka księcia Leopolda Bawarskiego koordynowała działania wojenne w północno-zachodniej Białorusi. Od 29 sierpnia 1916 już jako Grupa Armii Woyrscha walczyła przeciwko rosyjskiemu Frontowi Zachodniemu.
31 grudnia 1917 została rozwiązana, a jej odcinek przejęła 10 Armia.

## Struktura organizacyjna
Skład w 1916:
- dowództwo grupy armii
- 9 Armia (później rozwiązana)
- 12 Armia[b]
- Grupa Operacyjna Woyrscha
- Grupa Operacyjna Gronaua

Skład w 1918:
- Grupa Operacyjna Scheffera
- Grupa Operacyjna Woyrscha
- Grupa Operacyjna Gronaua